# سيمين أوسيد
سيمين أوسيد (بالنرويجية البوكمول: Simen Auseth)‏ (مواليد 8 أبريل 1963) هو ملاكم نرويجي، مثّل بلاده في الألعاب الأولمبية الصيفية 1984.

## روابط خارجية
سيمين أوسيد على موقع أوليمبيديا (الإنجليزية)